# Amaurina
De Amaurina zijn een subtribus van vlinders uit de tribus van de Danaini van de familie van de Nymphalidae. De wetenschappelijke naam is voor het eerst gepubliceerd in 1921 door Ferdinand Le Cerf.

## Geslachten
- Amauris Hübner, 1816
- Ideopsis Horsfield, 1857
- Miriamica Vane-Wright, Boppré & Ackery, 2002
- Parantica Moore, 1880